# 訃報 1974年2月
訃報 1974年2月（ふほう 1974ねん2がつ）では、1974年（昭和49年）2月中に物故した、又は物故が報じられた人物についてまとめる。

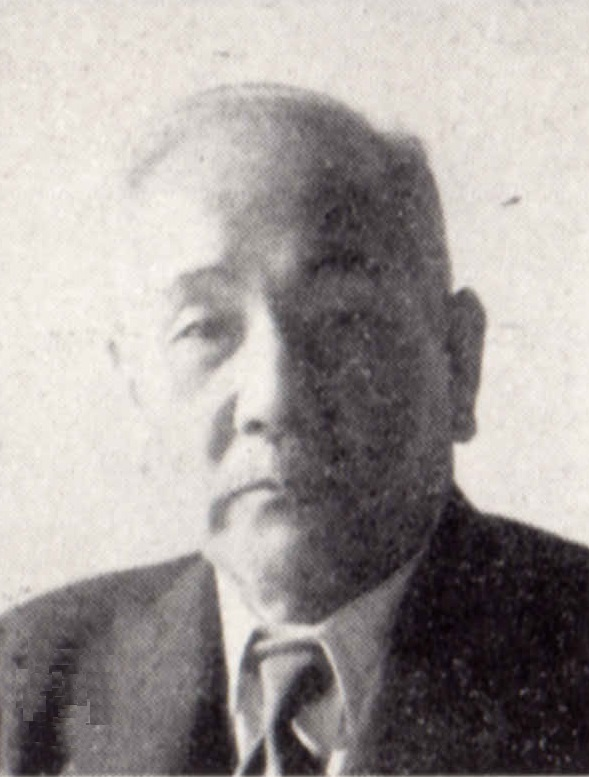
人見東明 / 2月4日没

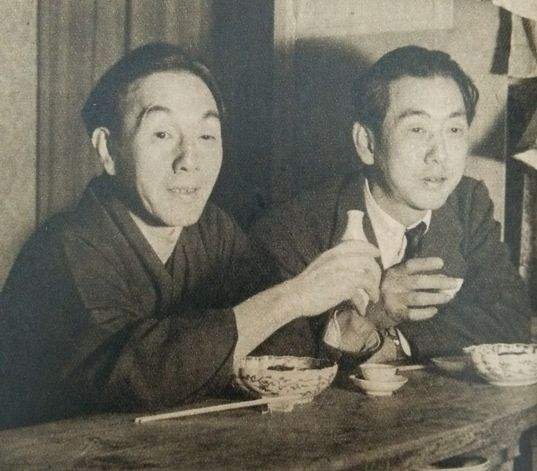
岩田専太郎（左） / 2月19日没

## （1日 - 15日）
- 2月2日 - 斎藤素巌、彫刻家（* 1889年）
- 2月4日 - サティエンドラ・ボース、物理学者（* 1894年）
- 2月4日 - 佐藤脩、海軍軍人（* 1886年）
- 2月4日 - 人見東明、詩人・教育者（* 1883年）
- 2月4日 - 尾崎喜八、詩人（* 1892年）
- 2月5日 - 永井進、ピアニスト（* 1911年）
- 2月6日 - 井藤半彌、経済学者（* 1894年）
- 2月6日 - 小早川秋聲、日本画家（* 1885年）
- 2月9日 - 持田盛二、剣道家（* 1885年）
- 2月9日 - 葛西泰二郎、機械工学者・工学博士（* 1903年）

## （16日 - 30日）
- 2月15日 - クット・アッテルベリ、作曲家（* 1887年）
- 2月15日 - 斎藤公正、池上通信機創業者（* 1918年）
- 2月15日 - 山中謙二、西洋史学者（* 1893年）
- 2月16日 - 杉山新樹、画家（* 1898年）
- 2月17日 - 柴田等、農林官僚（* 1899年）
- 2月17日 - 山本粂吉、政治家（* 1893年）
- 2月19日 - 宇野哲人、中国学者（* 1875年）
- 2月19日 - 岩田専太郎、画家・美術考証家（* 1901年）
- 2月19日 - 陸奥錦秀二郎、元大相撲力士（* 1906年）
- 2月20日 - 長谷川義起、彫刻家（* 1891年）
- 2月20日 - ティム・ホートン、アイスホッケー選手（* 1930年）
- 2月20日 - ボブ・クリスチャン、プロ野球選手（* 1945年）
- 2月21日 - 三木茂、植物学者（* 1901年）
- 2月22日 - 大麻勇次、剣道家（* 1887年）
- 2月23日 - 加治武雄、陸軍軍人（* 1896年）
- 2月24日 - 大門一男、翻訳家（* 1909年）
- 2月26日 - 赤井米吉、教育者（* 1887年）
- 2月27日 - 宗藤大陸、政治家（* 1893年）